# شيخون (قيلاب)
شیخون (بالفارسية: شیخون) هي قرية تقع في قسم قيلاب الريفي، بمقاطعة أنديمشك التابعة لمحافظة خوزستان، إيران.